# Pilokarpin
Pilokarpin (systematický název (3S,4R)-3-ethyl-4-((1-methyl-1H-imidazol-5-yl)methyl)dihydrofuran-2(3H)-on) je parasympatomimetický alkaloid získávaný z listů tropických amerických keřů rodu Pilocarpus. Pilokarpin je neselektivní agonista muskarinových receptorů v parasympatickém nervovém systému, při povrchové terapeutické aplikaci (například při glaukomu nebo xerostomii) působí na muskarinovém acetylcholinovém receptoru M3.